# Кренцбах Стелла
Сте́лла Кре́нцбах  (англ. Stella Krenzbach) — вигадана персона, згадана в кількох джерелах української повоєнної еміграції як учасниця українського руху опору єврейського походження та санітарка УПА. Дослідники, серед яких Філіп Фрідман, Пер Андерс Рудлінґ, Іван-Павло Химка, Богдан Кордюк, стверджують, що цієї особи не існувало. 

## Біографічні відомості
Єдиним джерелом відомостей про Стеллу Кренцбах є спогади «Живу ще завдяки УПА», опубліковані від її імені в газеті «Наша мета» в листопаді-грудні 1954 р. (пізніше їх розмістив у своєму блозі поет Мойсей Фішбейн). 
Згідно зі спогадами, вона народилася в Болехові в сім'ї рабина. Закінчила гімназію в Болехові. 1939 року закінчила філософський факультет Львівського університету. У 1930-х роках мала виїхати в Палестину до батьків, які виїхали туди раніше. До 1940 року працювала вчителькою у Львові. 1940 року втекла від вивозу в Сибір, переховувалась у товаришки, доньки греко-католицького священика з Болехова. Під час німецької окупації жила під чужим прізвищем як кравчиня. Пройшла 6-місячний курс санітарів. Після поновлення радянської влади, в липні 1944 року за доручення підпілля влаштувалась секретаркою начальника міліції в Рожнятові. Навесні 1945 року схоплена на зустрічі зі зв'язковим. Пройшла тюрму, катування. Стеллі винесли смертний вирок. Згідно зі спогадами, повстанці на 4 дні захопили Рожнятів та визволили її. Улітку 1945 року перейшли в Карпати. Працювала в шпиталі. Улітку 1946 група була розбита, загинула Оля. Шпиталь не знайшли. 1 жовтня 1946 року Стела Кренцбах пробилася до англійської зони в Австрії. Як вона пише в спогадах, працювала «генеральним секретарем» міністерства закордонних справ Ізраїлю.
На цьому її спогади, досить стислі, закінчуються. В емігрантській пресі було розміщено відомості про те, що вона нібито загинула скоро після публікації її спогадів за загадкових обставин.

## Критика та суперечності
Спогадам Стели Кренцбах властиві суперечності, анахронізми, незбіг фактів, наприклад:
- вояки УПА, як і євреї, що пережили Голокост, не згадують про таку особу;
- «дочка рабина» називає єврейського бога Єговою;
- 1940 р., згідно з її спогадами, більшовики влаштували депортацію євреїв до Сибіру[3];
- Стелла Кренцбах у липні 1944 р. нібито влаштувалася, за завданням УПА, на працю до міліції в Рожнятові, однак фактично Рожнятів було відбито у німців лише 29 липня 1944 р. Далі її нібито відбила група УПА у 1945 р., але у вказаному році нападів УПА на райцентри не зафіксовано.
- Стелла Кренцбах нібито обіймала посаду «генерального секретаря Міністерства закордонних справ Ізраїлю». Насправді такої посади в міністерстві не існувало, особа під таким або навіть схожим прізвищем у міністерстві не працювала[5].
- прізвища Кренцбах або схожого немає у списку єврейських прізвищ Галичини[6].